# Gunzenhausen (Ostrach)
Gunzenhausen ([ɡʊnt͡sn̩ˈhaʊ̯zn̩] ) ist ein Teilort Tafertsweilers, eine von acht Ortschaften der baden-württembergischen Gemeinde Ostrach im Landkreis Sigmaringen.

## Geographie
Der Teilort Gunzenhausen liegt 2,8 Kilometer nördlich der Ortsmitte Ostrachs, zwischen Tafertsweiler im Osten, Jettkofen im Südwesten und dem Kohlholz (636,2 m ü. NHN) im Nordwesten.

## Geschichte
1237 wird hier erstmals ein Dorf namens Guntzenhusen urkundlich erwähnt; es war damals in Besitz des Klosters Salem.
Im 19. Jahrhundert schließt Gunzenhausen mit Tafertsweiler, Bachhaupten und Eschendorf einen selbständigen Gemeindeverband, 1806 gelangt es unter die Staatshoheit Hohenzollern-Sigmaringens und mit dieser 1850 an Preußen.
Im Zuge der Gebietsreform in Baden-Württemberg wurde die Gemeinde Tafertsweiler mit dem Ort Gunzenhausen am 1. Oktober 1974 nach Ostrach eingemeindet.